# 福尔摩斯冒险史 (广播剧)
《福尔摩斯冒险史》（The Adventures of Sherlock Holmes）是一档美国老式广播剧，于1930年至1936年间在美国广播网络上播出。该剧由编剧伊迪丝·迈泽尔根据阿瑟·柯南·道尔爵士的福尔摩斯故事改编而成。在大部分剧集中，理查德·郭尔顿饰演夏洛克·福尔摩斯，利·洛弗尔（Leigh Lovell）饰演华生医生。
该系列剧不仅包含了迈泽尔对柯南·道尔所有福尔摩斯故事（除了其中一篇）的改编，还包括迈泽尔创作的多个原创故事。该剧集中的一些剧集是翻拍自该剧前几季的剧集剧本。

## 制作
伊迪丝·迈泽尔最先提出了基于柯南·道尔的侦探小说打造一部广播剧的想法。该系列全部剧集都由迈泽尔改编播出。这档节目在不同的广播节目单上被命名为《夏洛克・福尔摩斯》（Sherlock Holmes）、《夏洛克・福尔摩斯历险记》（The Adventures of Sherlock Holmes）以及《夏洛克・福尔摩斯故事集》（Sherlock Holmes Stories）。
首播集改编自《花斑带探案》（1930年10月20日）。由威廉·吉列特饰演夏洛克·福尔摩斯，利·洛弗尔饰演华生医生。在之后的剧集中，主要由理查德·郭尔顿扮演福尔摩斯直到1933年。1934年至1935年间，福尔摩斯主要由路易斯·赫克托扮演。1936年，理查德·郭尔顿在最后一季中再次回归饰演主角。
伊迪丝·迈泽尔将阿瑟·柯南·道尔所著的60个福尔摩斯故事中的59个改编成了广播剧，由同样是理查德·郭尔顿和利·洛弗尔这两位演员在改编作品中分别扮演福尔摩斯和华生，其中包括翻拍的《花斑带探案》。迈泽尔改编的第59个福尔摩斯故事是《蓝宝石探案》，于1932年底播出。
那篇最初未被改编成广播剧的故事《恐怖谷》，直到1960年才被改编成广播剧，当时英国广播公司将其改编为1952至1969年的广播连续剧。之所以此前没有制作《恐怖谷》的改编剧，是因为这个故事涉及宾夕法尼亚州煤田的劳资关系，因此被认为可能具有太强的政治性。另一篇福尔摩斯故事《最后一案》被改编为《蜡像馆谋杀案》（Murder in the Waxworks，1932年3月播出）、《黑桃A历险记》（The Adventure of the Ace of Spades，1932年5月播出）和《代理谋杀案》（Murder by Proxy，1933年1月播出）等剧集。本故事没有被直接改编，是因为迈泽尔担心直接播出该故事可能预示着系列广播剧就此终结。
迈泽尔还为该系列制作了一些受福尔摩斯系列案例启发的原创剧集，即《苏门答腊巨鼠》（The Giant Rat of Sumatra，1932年6月至1936年7月播出）、《葡萄酒商范贝里案》（The Case of Vamberry, the Wine Merchant，1934年12月播出）以及《铝拐杖奇案》（The Singular Affair of the Aluminium Crutch，1935年1月）。迈泽尔还改编了阿瑟·柯南·道尔的两部非福尔摩斯系列故事，《犹太胸甲》（The Jewish Breastplate）和《消失的特別列車》，这两集均于1934年11月播出。
前四季在美国全国广播公司（NBC）的蓝色电视网播出。第五季于1936年9月前在互助广播公司播出。1936年10月，该节目转至全国广播公司的红色电视网播出。在全国广播公司电视网，这些剧集是通过现场直播的方式播出的，因此没能留存下来。而互助广播公司要求将剧集录制下来以供将来重播，因此广播剧在这个时期的录音得以留存。
首款速溶咖啡的发明者乔治华盛顿咖啡公司一直是该剧的赞助商，直到第五季家庭金融公司才成为该剧的新赞助商。

## 角色
夏洛克·福尔摩斯：
- 威廉·吉列特（1930年，仅首映剧集）[4]
- 克里·勃鲁克（英语：Clive Brook）[b]（1930年，仅第二集和第三集）[14]
- 理查德·郭尔顿（1930–1933年，1936年）[4]
- 路易斯·赫克托（第四季，1934-1935年）[4]

华生医生：
- 利·洛弗尔（1930–1935）[3][14]
- 哈里·韦斯特（Harry West，第五季，1936年）[15]

播音员兼旁白由演员约瑟夫·贝尔担任。关于其他演职人员的信息则鲜有记载。阿格尼丝·穆尔黑德在多集节目中都有出演角色。该剧的编剧伊迪丝·迈泽尔也是一名演员，偶尔会在剧中出演角色。根据当时的评论所述，露西尔·沃尔在第一集中饰演“女主角”。路易斯·赫克托在1932年的一集中扮演莫里亚蒂教授，而后又在该剧的第四季中扮演了福尔摩斯。

## 剧集

### 第一季（1930年10月至1931年6月）
本季仅包含改编自阿瑟·柯南·道尔的福尔摩斯系列故事的剧集。该季于1930年10月20日至1931年6月15日播出，共包含35集，其中包括两集改编自《贵族单身汉历险记》的《贵族单身汉》。第一集是《花斑带探案》，本季最后一集改编自《格蘭居探案》，名为《修道院庄园历险记》。

### 第二季（1931年9月至1932年6月）
本季包括柯南道尔的一些改编作品以及迈泽尔创作的原创素材。该季共33集，于1931年9月17日至1932年6月23日播出。本季第一集翻拍自《花斑带探案》，最后一集改编自《第二血迹探案》。本季包括四集的《血字的研究》改编版，以及六集的《巴斯克维尔的猎犬》戏剧版。

### 第三季（1932年10月至1933年5月）
本季包括了对柯南·道尔作品的一些改编内容以及由迈泽尔构思创作的原创剧集。本季剧集于1932年10月5日至1933年5月31日播出，其中包括了将《四签名》改编成广播剧的六集内容。全季共计34集，但有两集的标题不详。第一集改编自《空屋》，最后一集是《马车里的尸体》，这是以恶搞改编自《诺伍德建筑师》的原创故事。《藍柘榴石探案》的改编版于1932年12月28日播出，这是阿瑟·柯南·道尔所创作的福尔摩斯系列故事中第59个由伊迪丝·迈泽尔、理查德·郭尔顿和利·洛弗尔团队改编的故事。

### 第四季（1934年11月至1935年5月）
本季各剧主要以伊迪丝·迈泽尔的原创故事为主，路易斯·埃克托饰演福尔摩斯，利·洛弗尔饰演华生。该季的播出时间从1934年11月11日持续到1935年5月26日，共播出29集，其中有两集的标题不详。本季首集是《犹太胸甲》，它改编自阿瑟·柯南·道尔所写的非福尔摩斯故事《犹太护胸甲的故事》，该故事最初于1899年发表在《岸邊雜誌》上。本季的最后一集是《雷盖特之谜》，是对早前改编自《雷盖特乡绅探案》的一集内容的重新制作。此外，还有对其他一些老剧集的多次重新改编。

### 第五季（1936年2月至1936年12月）
第五季的所有剧集都是之前在该广播剧中使用过的，部分原因是伊迪丝·迈泽尔在1936年5月与雷电华电影签订电影合同后变得十分忙碌。剧本可能会进行轻微修改，以适应赞助商和演员的变化。本季共计48集，开篇是《花斑带探案》，结尾是分为六部分的连续剧《巴斯克维尔的猎犬》。该季从1936年2月1日开播，至12月24日结束。

## 评价
第一季结束时，一项针对美国广播编辑的调查发现，94%的人认为《福尔摩斯探案集》是最优秀的广播节目。

## 脚注
注释
1. ↑  译名参考自《品特戏剧中的悲剧精神》[1]。
2. ↑  译名参考自《追寻旧时光 好莱坞在上海》[13]。

引文
1. ↑  齐欣 (2009)，第60頁.
2. 1 2  Boström (2018)，第187頁.
3. 1 2 3  Bunson (1997)，第5頁.
4. 1 2 3 4 5 6 7 8 9  Eyles (1986)，第133頁.
5. ↑  Dickerson (2019)，第24頁.
6. 1 2  Boström (2018)，第196–199頁.
7. 1 2  Dickerson (2019)，第49頁.
8. 1 2 3 4  Richards (2010)，第274–275頁.
9. ↑  Dickerson (2019)，第41, 42, 50頁.
10. ↑  Dickerson (2019)，第43, 61, 62, 75頁.
11. ↑  Dickerson (2019)，第67, 76頁.
12. ↑  Dickerson (2019)，第67頁.
13. ↑  孙莺 (2023)，第38頁.
14. 1 2  Dickerson (2019)，第25頁.
15. ↑  Dickerson (2019)，第68頁.
16. ↑  Dickerson (2019)，第20, 70頁.
17. 1 2  Dickerson (2019)，第20頁.
18. ↑  Dickerson (2019)，第23頁.
19. ↑  Dickerson (2019)，第42, 56頁.
20. ↑  Dickerson (2019)，第25–29頁.
21. ↑  Dickerson (2019)，第39–43頁.
22. 1 2  Eyles (1986)，第81頁.
23. ↑  Dickerson (2019)，第47–53頁.
24. ↑  Dickerson (2019)，第60–65頁.
25. ↑  Dickerson (2019)，第71頁.
26. ↑  Dickerson (2019)，第69頁.
27. ↑  Dickerson (2019)，第72–77頁.

来源
- Boström, Mattias. . Mysterious Press. 2018. ISBN 978-0-8021-2789-1.
- Bunson, Matthew. . Simon & Schuster. 1997. ISBN 0-02-861679-0.
- Dickerson, Ian. . BearManor Media. 2019. ISBN 978-1629335087.
- Eyles, Allen. . Harper & Row. 1986. ISBN 0-06-015620-1.
- Richards, Jeffrey. . Manchester University Press. 2010. ISBN 9781526141248.
- 孙莺. . 海派文献丛录. 上海: 上海大学出版社. 2023-06. ISBN 978-7-5671-4736-2 （中文（中国大陆））.
- 齐欣. . 天津: 天津人民出版社. 2009-08. ISBN 978-7-201-06287-7 （中文（中国大陆））.